# سمندر (شهر)

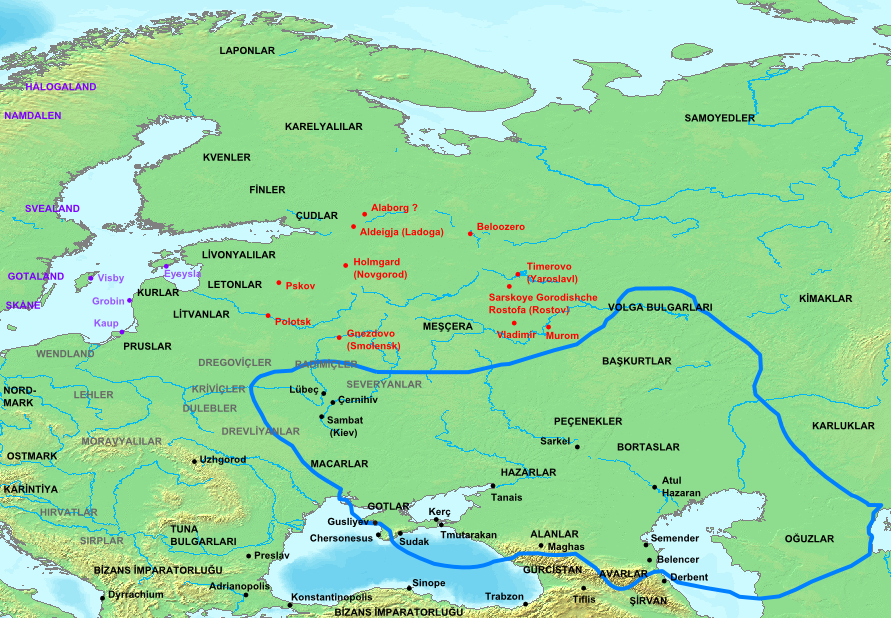
نقشه ای که پراکندگی سکونتگاه‌های وارنگیان اولیه، اواسط قرن نهم میلادی را نشان می‌دهد. سکونتگاه‌های وارنگی با رنگ قرمز و سایر سکونتگاه‌های اسکاندیناوی به رنگ بنفش نشان داده شده‌اند. نام‌های خاکستری نشان دهنده مکان قبایل اسلاو است. طرح آبی نشان دهنده وسعت حوزه نفوذ خزر است. نام‌های داخل پرانتز نشان‌دهنده نام شهرهای آشناتر و متأخرتر است که تقریباً در همان محل سکونتگاه‌های نام‌گذاری شده ساخته شده‌اند.

سَمَندَر در دوران بلشویک‌ها به ماخاچ قلعه تغییر نام داده شد.
سمندر شهری بود به فاصله هشت روز راه از شهر دربند قفقاز و مردمی از قوم ترک‌تبار خزر در آن ساکن بودند. ساکنان این شهر یهودی، مسیحی، مسلمان و پیرو چند آیین دیگر بودند و هر کدام عبادتگاه مخصوص به خود داشتند. امّا از ابتدای عصر اسلام که سلمان بن ربیعه باهلی آنجا را تسخیر کرد، پایتخت را به آتل (نزدیک هشترخان)، به فاصله هفت روز راه از آن، منتقل کردند.
فتح سمندر به دست سلمان در خلافت عثمان (۲۳–۳۵/ ۶۴۴–۶۵۶) صورت گرفت. به هر طریق هنگامی که مروان بن محمد به سرزمین خزران حمله برد (بعد از ۱۱۷/ ۷۳۵)، پایتخت ایشان در کنار ولگا بود. مسعودی می‌گوید ساکنان سمندر (ترقو؟) در روزگار او هنوز خزر بودند.
شاهزاده روس‌های کیفی، اسویاتوسلاو هر دو شهر را نابود کرد و بدین ترتیب خزرستان از صحنه روزگار محو شد.